# モントルー文書
モントルー文書（英: Montreux Document）は、紛争地帯で活動する民間軍事会社の行動に関して定めた文書である。正式名称はMontreux Document on Pertinent International Legal Obligations and Good Practices for States related to Operations of Private Military and Security Companies during Armed Conflict。
スイスのモントルーで開催された会議で作成されたことから命名された。この会議にはスイス政府と赤十字国際委員会（ICRC）が中心となり、各国政府と民間軍事会社関係者などが参加。2006年11月から5回にわたる会議で作成され、2008年9月17日に17カ国によって承認された。この文書は条約ではなく指針であり、批准国に対する法的拘束力を持っていない。
この文書では定義や法的責任が非常にあいまいであった民間軍事会社に関する定義を示している。民間軍事会社は人道主義と人権法に従う義務があることを示しており、70項目からなる指針から構成されている。民間軍事会社の活動について依頼した国（Contracting States）、活動する国（Territorial States）、民間軍事会社の母国（Home States）の三つを明確化してどの国が責任を負うのか基準を示している。
2018年12月時点で55か国が参加している。

## 批准国
- アフガニスタン
- アンゴラ
- オーストラリア
- オーストリア
- カナダ
- 中国
- フランス
- ドイツ
- イラク
- ポーランド
- シエラレオネ
- 南アフリカ共和国
- スウェーデン
- スイス
- ウクライナ
- イギリス
- アメリカ合衆国